# Hogni
Ne doit pas être confondu avec Högni.
Hogni est dans la mythologie nordique un roi dont la fille Hildr est enlevée par le roi Hedin. Pour les détails de l'histoire, voir Hedin.

## Sources
- Snorri Sturluson, L'Edda : Récits de mythologie nordique, trad., intr. et notes François-Xavier Dillmann, Paris, Gallimard, cop. 1991. 231 p. L'Aube des peuples.  (ISBN 2-07-072114-0).